# دول (نهر فرنسي)

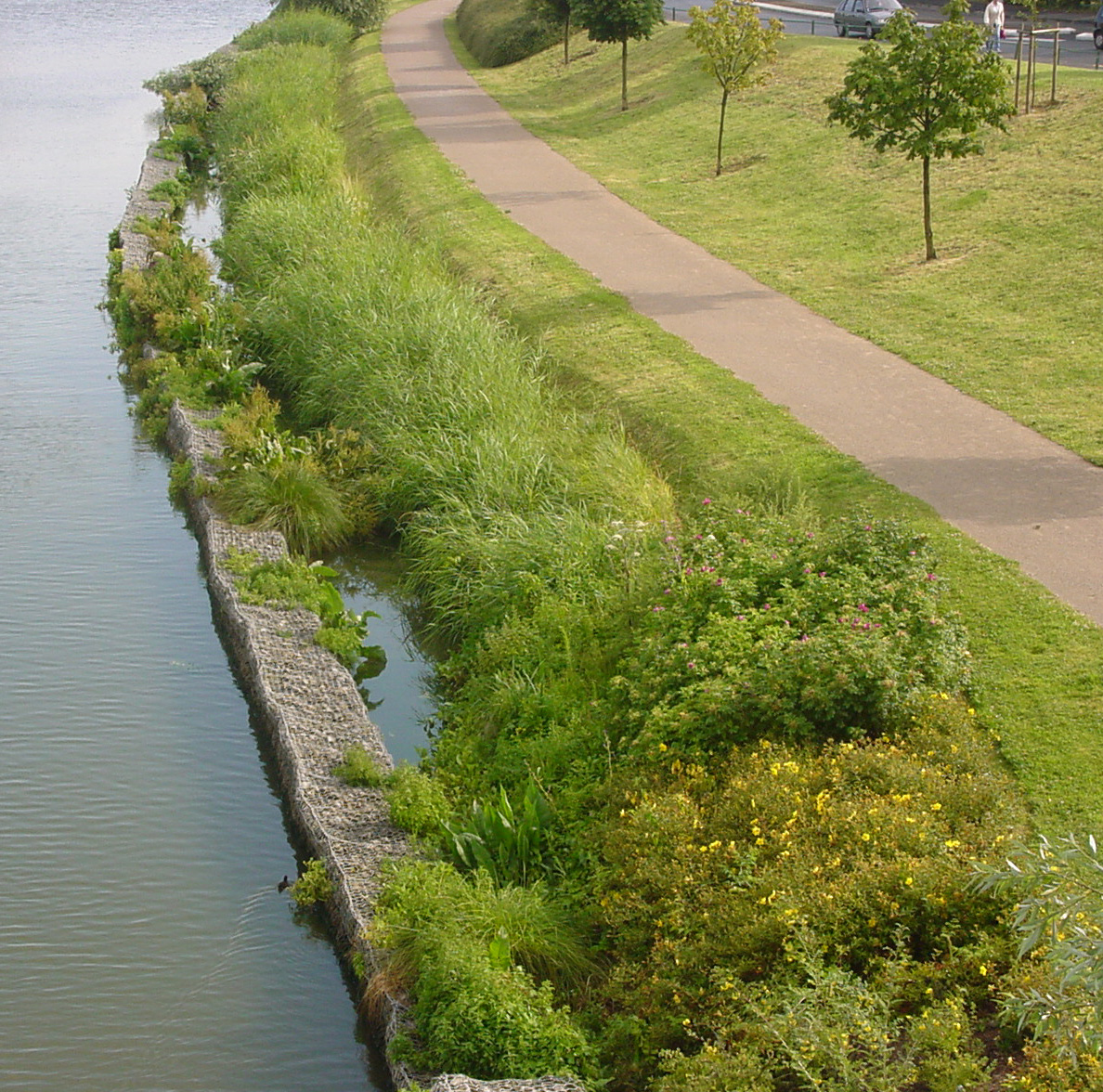
نهر دول.

دُول (بالفرنسية: Deûle)‏ هي نهر فرنسي يقع في شمال فرنسا.